# والتر هال (لاعب غولف)
والتر هال (بالإنجليزية: Walter Hall)‏ هو لاعب غولف أمريكي، ولد في 12 يونيو 1947 في وينستون-سالم في الولايات المتحدة.

## وصلات خارجية
- والتر هال على موقع رابطة لاعبي الغولف المحترفين (الإنجليزية)
- والتر هال على موقع رابطة أوروبا للاعبي الغولف المحترفين (الإنجليزية)